# Titles of Nobility Amendment
Die Titles of Nobility Amendment ist ein Änderungsvorschlag zur Verfassung der Vereinigten Staaten. Der 11. Kongress verabschiedete ihn am 1. Mai 1810 und legte ihn den Gesetzgebern der Bundesstaaten zur Ratifizierung vor. Es würde jedem Bürger die Staatsbürgerschaft der Vereinigten Staaten entziehen, der einen Adelstitel von einem „Kaiser, König, Prinzen oder einer ausländischen Macht“ annimmt. Bei zwei Gelegenheiten zwischen 1812 und 1816 war es nur zwei Staaten von der Anzahl entfernt, die benötigt wurde, um Teil der Verfassung zu werden. Der Kongress hat keine Frist für die Ratifizierung gesetzt, so dass der Zusatzartikel noch immer bei den Staaten anhängig ist.

## Text
"If any citizen of the United States shall accept, claim, receive or retain, any title of nobility or honour, or shall, without the consent of Congress, accept and retain any present, pension, office or emolument of any kind whatever, from any emperor, king, prince or foreign power, such person shall cease to be a citizen of the United States, and shall be incapable of holding any office of trust or profit under them, or either of them."
"Falls ein Bürger der Vereinigten Staaten ohne Zustimmung des Kongresses einen Adels- oder Ehrentitel oder  Geschenke, Pensionen, Ämter oder Bezüge jeglicher Art von einem Kaiser, König, Prinz oder einer sonst ausländischen Macht annimmt, beansprucht, erhält oder behält, so soll diese Person nicht länger Bürger der Vereinigten Staaten sein und wird unfähig, ein Amt des Vertrauens oder Gewinns zu bekleiden."

## Hintergrund
Eine Theorie, warum der Kongress die Änderung vorschlug, ist, dass sie eine Reaktion auf die 1803 geschlossene Ehe von Napoleon Bonapartes jüngerem Bruder Jerome und Betsy Patterson aus Baltimore, Maryland, war, die einen Jungen zur Welt brachte, für den sie die aristokratische Anerkennung Frankreichs wünschte. Das Kind mit dem Namen Jérôme Napoléon Bonaparte wurde nicht in den Vereinigten Staaten geboren, sondern am 7. Juli 1805 in Großbritannien – trotzdem hätte es durch seine Mutter die US-Staatsbürgerschaft erhalten. Eine andere Theorie besagt, dass seine Mutter eigentlich einen Adelstitel für sich anstrebte, und tatsächlich wird sie in vielen Texten, die über die Novelle geschrieben wurden, als „Herzogin von Baltimore“ bezeichnet. Die Ehe war 1805 annulliert worden – lange vor dem Vorschlag des Amendments durch den 11. Kongress. Trotzdem soll der Abgeordnete Nathaniel Macon aus North Carolina bei der Abstimmung über den Zusatzartikel gesagt haben, dass „er die Abstimmung über diese Frage als Entscheidung darüber ansah, ob wir Mitglieder der Ehrenlegion in diesem Land haben sollten oder nicht.“